# 永岡歩
永岡 歩（ながおか あゆみ、1984年7月12日 - ）は、CBCテレビ（CBC）のアナウンサー。

## 来歴
千葉県野田市出身。開智学園中高一貫部、法政大学経済学部国際経済学科卒業。
2004年、大学に入学。
大学在学中に、自主マスコミ講座に第19期生として参加する。
2008年にCBCテレビにアナウンサーとして入社。初鳴きは7月26日（『なるほどプレゼンター!花咲かタイムズ』内）である。
『ラジオ番組表』（三才ブックス）にて行われている「好きなDJランキング」のAM部門で、2017年はDISH//の橘柊生とともに3位、2018年・2019年はTEAM SHACHIの坂本遥奈と共に1位を獲得した。
2019年、JNN・JRN系列局の優れたアナウンサーに贈られるアノンシスト賞で、テレビ「フリートーク」部門で受賞。
2020年1月11日、結婚することを『花咲かタイムズ』にて報告した。同年2月22日に結婚。2022年に第1子の女児が生まれた。
2022年12月13日、TOKYOFMの「山崎怜奈の誰かに話したかったこと」に局の垣根を越えゲスト出演を果たす。
2023年のアノンシスト賞で、テレビ「フリートーク」部門で受賞。
2024年9月24日、『ラヴィット!』（TBSテレビ）に出演。親友の桐山照史（WEST.）風にイメージチェンジしたいと希望する。『ラヴィット!』が大好きで、自身の出演する番組（『ザキオカ ×スクランブル』、『CBCラジオ ＃プラス!』、『山下智久の超人限界』）で話題に挙げていた。

## 人物

### エピソード
- 熱心な純烈ファンであり、小田井涼平が脱退を表明すると新メンバーに名乗りを上げた。リーダー酒井一圭との面接を経て不合格が決まったが、名古屋での応援隊や盛り上げ役に相当する『味噌純烈』の肩書きが与えられ[14]、純烈のコンサート公演にも愛知県での開催を中心に度々ゲスト出演を果たしている[15]。
- アナウンサー試験はTBSに最終試験まで進んだ[16]。東京、大阪、名古屋のテレビ局を全部受けて、CBCテレビは10社目であった[17]。CBCテレビの採用試験の動画が、YouTubeのCBCアナウンサー公式チャンネルに公開されている[17]。
- 海外旅行はあまり経験がなく、大学時代にアナウンサーに受かった同級生から誘われてイタリア、フランス、スペインに卒業旅行で行った[18]。
- 仕事は中継やロケで新しくオープンしたスポットやお店に行くことが多く、妻との外出の参考にしている。テレビは妻と一緒に観る[5]。
- 『チャント!』の中継グルメコーナーは永岡が案出した[19]。
- 『ザキオカ×スクランブル』で共演している山崎怜奈が、法政大学・多摩キャンパスの学園祭（2023年10月開催）にゲスト出演することを知り、9月下旬から10月中旬にかけての同番組では永岡の大学時代の思い出、大学の情報、学園祭で山崎がゲスト出演する際のやりとりについての話が中心であった。永岡は卒業してから大学に足を運んでおらず、山崎と一緒に学園祭に行きたいと話した[20]。
- 2024年1月からダイエット企画に挑戦しており、目標は2ヵ月で7kg減。入社当時から体型が変化して、体脂肪率は9％から30.1％[7][21][22]。体重は86.3kgと増量してしまったという[21]。週3回（週4回の時もあった）のフィットネスジムでのトレーニングと、脂質制限を行う。家の食事は栄養士の妻に協力してもらった。2月時点で体重が82.2kg。体脂肪率は27.7％[22]。3月時点で体重が76.8kg。体脂肪率は22.8％。念願のウェディングフォトを名古屋マリオットアソシアホテルで妻、娘と一緒に撮影した[23]

## 現在の出演番組

### テレビ
- CBCニュース
- なるほどプレゼンター!花咲かタイムズ（2008年7月26日 - ）ひな壇レポーター
- 夜のまちイチ

### ラジオ
- 中日新聞ニュース
- ザキオカ×スクランブル（2022年10月1日 - ）[24]
- CBCラジオ ＃プラス!（2024年4月3日 - ）水・木曜日パーソナリティ

### インターネット
- ウラサカ（CBC公式YouTubeチャンネル、2020年 - ）
- みてちょテレビ【CBCアナウンサー公式チャンネル】（2021年12月11日　- ）

## 過去の出演番組

### テレビ
- ゴゴスマ〜GO GO!Smile!〜（2013年4月-2014年3月、木曜リポーター）
- メイプル超音楽（2016年12月29日 - 2017年、アシスタント）
- LEADERS リーダーズ（2017年3月26日）
- 健康カプセル!ゲンキの時間（2020年5月10日、緊急生放送の進行役）
- チャント![注 1]
  - 火・木・金曜プレゼンター（2021年3月30日 - 10月1日）
  - 火・木曜キャスター（2021年10月5日 - 2022年3月24日、2022年5月10日 - 2023年3月30日）
  - 金曜プレゼンター（2021年10月8日 - 2023年3月31日）
  - 木曜キャスター（2022年3月31日 - 5月5日）
  - ナレーション（2024年10月4日）「週末ここ行け」、（2025年5月8日、8月7日）「◯◯行ったらコレ買いや」
- 天才クイズ（2023年8月26日、2024年3月30日、8月3日・8月10日・8月17日・8月24日、12月21日・12月28日、2025年3月22日・3月29日天才博士役）声のみ出演
- 山下智久の超人限界（2024年6月15日）「タイピングの超」」コーナー

#### 他局の出演
- DCU 第8話（2022年3月13日、TBS）
- Nスタ（2023年11月15日、TBS）第1部コーナー「すたすた中継」リポーターとして岐阜県・郡上八幡城前から中継出演[注 2]
- ラヴィット!（2024年9月24日、TBS）- 「アルピーのお悩みアナ変身計画」コーナーに出演[13]
- 週刊さんまとマツコ（TBSテレビ）（2025年1月23日SP、1月26日#163）

### ラジオ
- 多田しげおの気分爽快!!朝からP・O・N（木曜 「暮らしに鉄分」担当）
- つボイノリオの聞けば聞くほど（2008年秋 - 2013年3月、金曜 「ウォーキングのツボ」担当。2012年4月13日の放送で、つボイのピンチヒッターなどレギュラー陣の代役も随時担当）
- ナガオカ（2009年4月4日 - 2014年3月29日、「0時のつぶやき」土曜深夜）
- ザ・土曜天国（2012年3月31日 - 2014年3月22日）
- MiNoの幸せ時間（2014年4月 - 9月28日、パートナー）
- ナガオカ×スクランブル（2014年4月1日 - 2019年9月26日、メイン・パーソナリティー）
- うしみつドキドキ! MAG!C☆PRINCEの本気ラジ（2017年 - 2021年3月25日、アシスタント）
- きく!ラジオ（2024年12月6日）

#### 他局の出演
- 山崎怜奈の誰かに話したかったこと。（2022年12月13日、TOKYOFM、ゲスト）

### Locipo
- SKE48の名古屋4局のアナウンサーを8週連続で呼び出したった。（2020年11月27日）- ゲスト出演[25]

### テレビCM
- 本気プリ（2015年10月 - 2020年9月）

### ラジオCM
- 神越渓谷マス釣り場